# Kristina Háfoss
Kristina Háfoss (sinh ngày 26 tháng 6 năm 1975) là nhà kinh tế học, luật sư và chính khách người Faroe. Trước đây, bà từng giữ chức vụ làm Bộ trưởng Tài chính của Quần đảo Faroe nhiệm kỳ 2015-2019. Hiện tại, bà đang giữ chức vụ làm Tổng Thư ký Hội đồng Bắc Âu kể từ ngày 1 tháng 2 năm 2021.